# Pterocalla radiata
Pterocalla radiata är en tvåvingeart som beskrevs av Friedrich Georg Hendel 1909. Pterocalla radiata ingår i släktet Pterocalla och familjen fläckflugor.
Artens utbredningsområde är Bolivia. Inga underarter finns listade i Catalogue of Life.